# Capo Calavà
Capo Calavà este o arie protejată (arie specială de conservare — SAC, sit de importanță comunitară — SCI) din Italia întinsă pe o suprafață de 159 ha, integral pe uscat.

## Localizare
Centrul sitului Capo Calavà este situat la coordonatele 38°11′09″N 14°54′54″E / 38.185934°N 14.914989°E.

## Înființare
Situl Capo Calavà a fost declarat sit de importanță comunitară în septembrie 1995 pentru a proteja 2 specii de plante și 4 specii de animale. Situl a fost protejat și ca arie specială de conservare în martie 2017.

## Biodiversitate
Situată în ecoregiunea mediteraneană, aria protejată conține 7 habitate naturale: Vegetație anuală la limita mareei, Păduri de Castanea sativa, Pseudostepă cu ierburi și specii anuale de Thero-Brachypodietea, Păduri de stejar alb estice, Păduri de Quercus suber, Tufărișuri termo-mediteraneene și de pre-deșert, Pante stâncoase calcaroase cu vegetație casmofită.
La baza desemnării sitului se află mai multe specii protejate:
- plante (2): Dianthus rupicola, Leontodon siculus
- păsări (4): pescăruș albastru (Alcedo atthis), șoim călător (Falco peregrinus), pescăruș-cu-cap-negru (Larus melanocephalus), cormoran mare (Phalacrocorax carbo)

Pe lângă speciile protejate, pe teritoriul sitului au mai fost identificate 23 de specii de plante, 2 specii de nevertebrate, 4 specii de reptile.